# گرد کوستمن
گرد کوستمن (انگلیسی: Gerd Kostmann؛ زادهٔ ۲ ژوئیهٔ ۱۹۴۱) بازیکن فوتبال اهل آلمان است.
از باشگاه‌هایی که در آن بازی کرده‌است می‌توان به باشگاه فوتبال هانزا روستوک اشاره کرد.